# Volturno Diotallevi
Volturno Diotallevi (Fano, 4 settembre 1922 – Fano, 11 gennaio 1994) è stato un allenatore di calcio e calciatore italiano, di ruolo centrocampista.

## Carriera

### Calciatore
Giocò in Serie A per due stagioni con Liguria e Modena, per complessive 45 presenze e 6 reti. Militò poi nella Sampierdarenese nel campionato di Divisione Nazionale 1945-1946.
Ha inoltre disputato sei campionati di Serie B (122 presenze e 3 reti complessive) con le maglie di Savona, Cremonese e Modena.

### Allenatore
Ha allenato Fano (esonerato nel febbraio 1959, fu sostituito da Raffaele Mancini), Sambenedettese, Ivrea, Siracusa, Pontedera, Siena, Maceratese e Città di Castello.

## Palmarès

### Giocatore

#### Competizioni regionali
- Promozione: 1

Fano: 1955-1956